# Port lotniczy Shizuoka
Port lotniczy Shizuoka (jap. 静岡空港 Shizuoka Kūkō), znany również jako Mt. Fuji Shizuoka Airport – lotnisko w prefekturze Shizuoka w Japonii otwarte 4 czerwca 2009 roku
. Obsługuje głównie połączenia krajowe oraz dwa stałe połączenia międzynarodowe: do Szanghaju i Seulu.

## Historia
Prefektura Shizuoka, by spowodować wzrost liczby podróżujących komunikacją lotniczą w rejonie Shizuoki, Hamamatsu i góry Fudżi oraz aby zapełnić lukę w lotniskach pomiędzy Tokio a Nagoją wykupiła 190 ha ziemi pod nowy port lotniczy Shizuoka Airport. Powodem budowy lotniska w tym miejscu była chęć sprawienia, by turyści i miejscowi nie musieli polegać tylko na przeciążonych lotniskach Wielkiego Tokio. Lotnisko to odciążyłoby ruch lotniczy w Tokio, ale jego budowa, podobnie jak w przypadku Portu lotniczego Kobe była poddawana krytyce, gdyż drugie bliskie lotnisko, port lotniczy w Nagoi, nie było przeciążone i wciąż było w fazie rozwoju.

## Linie i kierunki lotów[2]
Port lotniczy jest głównym węzłem (tzw. hubem) dla linii Fuji Dream Airlines. Ponadto obsługuje na stałe sześciu innych przewoźników. Oprócz połączeń stałych obsługuje także loty czarterowe. 

Szczegóły w tabeli (stan na 06-2012):
| Przewoźnik             | Kierunki                                      | Kraj             |
| ---------------------- | --------------------------------------------- | ---------------- |
| All Nippon Airways     | Naha, Sapporo-Chitose                         | Japonia          |
| Asiana Airlines        | Seul-Incheon                                  | Korea Południowa |
| China Airlines         | Tajpej-Taoyuan                                |                  |
| China Eastern Airlines | Szanghaj-Pufong                               |                  |
| Fuji Dream Airlines    | Fukuoka, Kagoshima, Kumamoto, Sapporo-Chitose | Japonia          |
| Korean Air             | Seul-Incheon                                  | Korea Południowa |

## Komunikacja naziemna[4]

### Kolej
W bezpośrednim sąsiedztwie lotniska brak jest stacji kolejowej. Najbliższa stacja to Kanaya, jednak strona lotniska poleca stację Shizuoka, jeśli podróżuje się w kierunku Tokio lub stację Hamamatsu, jeśli w kierunku Nagoi. Dojazd autobusem do tej pierwszej trwa 50 minut, do drugiej 70 minut. Stacje znajdują się na linii Tōkaidō oraz Tōkaidō Shinkansen.

### Autobus
Dwóch operatorów komunikacji autobusowej zapewnia przejazdy z lotniska na stacje kolejowe:
- Shizutetsu Justline – na stacje: Shizuoka, Shimada i Kakegawa
- Enshu Railway – na stacje: Kakegawa i Hamamatsu

### Samochód/Taxi
Na lotnisku działa także wypożyczalnia samochodów oraz postój taksówek.